# Grupa pułkownika Pustowojtowa
Grupa pułkownika Pustowojtowa (ros. Группа полковникa Пустовойтовa) – kolaboracyjna grupa wojskowa w okupowanej Odessie podczas II wojny światowej
24 grudnia 1941 r. w okupowanej Odessie doszło do zebrania grupy inicjatywnej b. wojskowych armii Białych z okresu wojny domowej w Rosji. Na ich czele stał płk  Pustowojtow. Za główny cel uznali oni "walkę z bolszewizmem wszelkimi możliwymi sposobami", pomoc dla rodzin represjonowanych przez Sowietów, a także osób starszych i biedaków oraz ochronę cerkwi św. Marii Magdaleny i kilku innych gmachów w mieście. Grupa była wspierana przez okupacyjną administrację. Wiosną 1943 r. do Odessy przybyła grupa werbunkowa Rosyjskiego Korpusu Ochronnego pod wodzą płk. L. S. Dumbadze. W wyniku jej działań w szeregi Korpusu wstąpiła większość członków grupy płk. Pustowojtowa, zaś on sam wydał odezwę "Do Rosjan", w której wzywał do wstępowania do Rosyjskiej Armii Wyzwoleńczej (ROA) gen. Andrieja A. Własowa.